# Joan Oriol
Joan Oriol Gràcia (ur. 5 listopada 1986 w Cambrils) – hiszpański piłkarz występujący na pozycji obrońcy w UE Cornelà.